# اشتراكية أم بربرية
الاشتراكية أو البربرية هي كتاب عن العولمة والاشتراكية الأمريكية والأنظمة الرأسمالية للفيلسوف الماركسي الهنغاري والاقتصادي استفان ميزاروس. تم نشره في عام 2001 ويتألف من جزأين، الجزء الأول هو نسخة موسعة من مقال يحمل نفس العنوان نُشر في الأصل في عام 2000؛ الجزء الثاني يتكون من مقابلة أجريت في عام 1998.

## ملخص
ميزاروس "مقتنع بأن مستقبل الاشتراكية سيتقرر في الولايات المتحدة ويرى العقبة الرئيسية في أن تكون عولمة الكينزية الليبرالية الجديدة. وهو يعتقد أن القرن الحادي والعشرين سيتزامن مع المرحلة الثالثة من الرأسمالية التي يعتبرها ميزاروس بمثابة المنافسة العالمية البربرية للهيمنة بين تعدد أنظمة رأسمالية السوق الحرة. يتنبأ فحصه لتاريخ الرأسمالية الأمريكية بالعديد من التداعيات البارزة لهذا الصراع: التوسع الإقليمي الذي تحركه الإمبريالية في الشرق الأوسط، واستمرار وزيادة عدوانية حلف الناتو، زيادة البنية التحتية التي تضعف مع تدهور كبير في نوعية الحياة للطبقة العاملة، وفي النهاية حرب بالوكالة مع الصين عبر معاهدات الدفاع الأمريكية مع اليابان.
تم تخصيص جزء كبير من الكتاب لتطبيق نظريات ماركس في القرن التاسع عشر على الأحداث الجارية، مثل البيئة: 
| " | كان ماركس إلى حد ما على دراية بالفعل بـ«المشكلة البيئية»، أي مشكلات البيئة في ظل حكم رأس المال والأخطار التي تنطوي عليها من أجل بقاء الإنسان. في الواقع كان أول من تصور ذلك. لقد تحدث عن التلوث، وأصر على أن منطق رأس المال - الذي يجب أن يسعى لتحقيق الربح، وفقًا لديناميكية التوسع الذاتي وتراكم رأس المال - لا يمكن أن يكون له أي اعتبار للقيم الإنسانية وحتى للبقاء البشري. ... ما لا يمكنك العثور عليه في ماركس، بالطبع، هو سرد لأقصى خطورة الوضع الذي يواجهنا. بالنسبة لنا، يشكل تهديد بقاء الإنسان مسألة فورية. | " |

ما يصفه ميزاروس هو الحل الاشتراكي للنقابات العمالية، وتحديداً الشكل النقابي للاشتراكية الذي تخلى عنه صموئيل جومبرز عندما وفرت القوات المسلحة الليبرية قوة عاملة للمشاركة الأمريكية في الحرب العالمية الأولى. وهو يدافع عن شكل ماركسي للاشتراكية: 
| " | ما يكتسي أهمية قصوى هو أنه في ظل جميع الأصناف التي يمكن تصورها من نظام رأس المال، يجب تخصيص فائض من العمالة من قبل هيئة منفصلة تملأ اليد العاملة وتسيطر عليها هيكلياً. هنا، كما ترون، الفئة الأساسية هي فائض العمالة، وليس فائض القيمة، كما يفترض الناس غالبًا. ... للتخلص من نظرية القيمة في العمل، يتعين عليك التخلص من استخراج وتخصيص فائض العمالة من قبل هيئة خارجية من أي نوع، سواء كانت سياسية أو اقتصادية. ... بعبارة أخرى، لا يمكننا التحدث عن الاشتراكية إلا عندما يسيطر الناس على نشاطهم وتخصيص ثمارهم لتحقيق غاياتهم الخاصة. | " |

## فهرس
- ميزاروس ، استفان 2007. اشتراكية أم بربرية؟: الصحافة المراجعة الشهرية (ردمك 0-7456-3632-2)    .

## وصلات خارجية
- مراجعة كتاب للتاريخ التعاوني
- ونقلت للتفكير من قبل ستيفن غوانس
- مقابلة Mészáros مع المجلة الشهرية